# Murat Kesgin
Murat Kesgin (geboren op 16 november 1971 in Turkije) is een Turkse filmproducent, scenarioschrijver, mediabestuurder en televisiepresentator. Sinds de jaren negentig is hij betrokken bij diverse mediaproductie, omroep en contentmanagementprojecten in Turkije, Kenia en het Verenigd Koninkrijk . 

## Vroege leven en opleiding
Murat Kesgin werd geboren op 16 november 1971 in Turkije. Hij volgde de basisschool aan de Bayrampaşa Vatan Basisschool (1977-1982), de middelbare school aan de Bayrampaşa RC Middelbare School (1982-1985) en de middelbare school aan de Üsküdar Cumhuriyet Middelbare School (1985-1988). Tussen 1989 en 1993 behaalde hij zijn bachelor aan de Faculteit Geschiedenis van de Universiteit van Ankara.

## Carrière
- In 1993 begon hij zijn mediacarrière als verslaggever bij de nieuwsafdeling van Samanyolu TV.
- Vervolgens was hij Istanbul Nieuwsredacteur, Chef Politiek Nieuws in Ankara en Coördinator van de Nieuwsafdeling.
- Van 2005 tot 2006 werkte hij als Programmacomponist bij Star TV.
- Tussen 2006 en 2010 was hij hoofdredacteur bij Mehtap TV.
- Van 2010 tot 2016 was hij hoofdredacteur van Samanyolu TV, waar hij verantwoordelijk was voor de redactionele kwaliteit en de uitzendstrategie.
- In 2016 was hij CEO van Ebru TV in Kenia.
- Sinds 2021 werkt hij als freelance productiedirecteur en CEO bij het in Londen gevestigde productiebedrijf Red Clapper.[1]

## Opmerkelijke projecten
- Exodus (film uit 2025)

Een politieke  dramafilm, mee geschreven en geproduceerd door Kesgin, die het verhaal vertelt van drie professionals die na de couppoging in Turkije in 2016 van terrorisme worden beschuldigd en samen met andere migranten op de vlucht slaan op zoek naar veiligheid en vrijheid. De film werd geregisseerd door Serkan Nihat en mee geschreven door Ilhan Gökalp en Refik Güley. De opnames vonden plaats in het Engels, Turks en Kurkisch. Duur: 1 uur en 44 minuten. Uitgebracht in 2025.  
- Kleine Bruid (Turks: Küçük Gelin, op Turkse Wikipedia)

Een televisieserie geschreven en geproduceerd door Kesgin, die het verhaal vertelt van een 13-jarig meisje dat in Zuidoost-Turkije tot een huwelijk wordt gedwongen om haar broer of zus te redden. De serie werd uitgezonden tussen 2013 en 2015 en behandelde thema’s zoals gedwongen kindhuwelijken en maatschappelijke druk.    
- Verscheurd tussen twee werelden (Turks: İki Dünya Arasında, op Turkse Wikipedia)

Een dramaserie die thema’s als migratie, identiteit en culturele synthese verkent, en de worstelingen en relaties van verschillende personages in beeld brengt.  
- De schaduw van de plataan (Turks: Çınarın Gölgesinde, op Turkse Wikipedi)

Gesitueerd in een klein Anatolisch stadje richt deze serie zich op familiedynamiek, generatieconflicten en sociale waarden, en vormt zo een brug tussen het verleden en het heden..  
- Selam (film) (Turks: Selam (film), op Turkse Wikipedia)

Een film uit 2013 gebaseerd op waargebeurde feiten, over jonge leraren die naar onbekende landen gaan om les te geven en anderen te helpen. Het verhaal speelt zich af in Afghanistan, Senegal en Bosnië. 
- Selam: Journey to Spring (Turks: Selam: Bahara Yolculuk, op Turkse Wikipedia)

Een vervolgfilm uit 2015, gebaseerd op het verhaal van İsmail, een jonge leraar uit Turkije die probeert een school op te richten in Kirgizië. Duur: ca. 2 uur en 6 minuten.  
- Kehkeşan Magazine (2014)

Als hoofdredacteur werkte Kesgin aan de redactionele strategie, interviews en culturele inhoud.  
- Jail Elma Yemek Dergisi - Green Apple Food Magazine (2015)

Hij werkte als coördinator, met de focus op contentplanning en thematische redactionele richting.  

## Prijzen
- London Independent Film Festival Best Drama Award : ontvangen voor de film Exodus . [21]

## Conferenties en professionele ontwikkeling
- Samanyolu TV – Nieuwsverslaggevingsconferentie (2004)
- Ebru TV (VS) – Content- en uitzendsplanning (2012)
- Hazar TV (Azerbeidzjan) – Kijkcijferanalyse en uitzendsplanning (2013)
- Ebru TV (Kenia) – Kijkcijferanalyse en uitzendsplanning (2013) [1]